# Strijkkwartet nr. 14 (Sjostakovitsj)
Dmitri Sjostakovitsj's Strijkkwartet nr. 14 in F majeur (opus 142) werd geschreven in 1972 en 1973. Het werk is opgedragen aan Sergei Shirinsky, de cellist van het Beethoven Quartet.
Het werk bestaat uit drie delen:
1. Allegretto - Meno mosso - Allegretto - Meno mosso - Allegretto
2. Adagio - attacca:
3. Allegretto
4. Allegretto - Poco meno mosso - Adagio

Sjostakovitsj begon met het componeren van het stuk na een bezoek aan het huis van Benjamin Britten. De compositie werd voltooid in Kopenhagen.
Strijkkwartet nr. 1 · Strijkkwartet nr. 2 · Strijkkwartet nr. 3 · Strijkkwartet nr. 4 · Strijkkwartet nr. 5 · Strijkkwartet nr. 6 · Strijkkwartet nr. 7 · Strijkkwartet nr. 8 · Strijkkwartet nr. 9 · Strijkkwartet nr. 10 · Strijkkwartet nr. 11 · Strijkkwartet nr. 12 · Strijkkwartet nr. 13 · Strijkkwartet nr. 14 · Strijkkwartet nr. 15